# Pachybrachis scriptus
Pachybrachis scriptus es una especie de insecto coleóptero de la familia Chrysomelidae.
Fue descrita científicamente en 1838 por Herrich-Schaeffer.